# さすらいの太陽
『さすらいの太陽』（さすらいのたいよう）は、藤川桂介原作、すずき真弓作画による漫画作品、およびそれを元に製作されたテレビアニメ。

## 概要
原作漫画は1970年8月から1971年8月まで、すずき真弓によって小学館の『週刊少女コミック』に連載された。1973年に若木書房より「ティーンズコミックス」として全4巻がコミックス化されたが、発行部数が少ないまま廃刊になり、さらに若木書房が1982年頃に倒産したことで非常に希少となり一時期高額なプレミアが付いたが、2006年にコミックパークで再刊されたことにより、入手が容易になった。
1971年の毎日新聞社による読書調査では、小学生女子の2位、中学生女子の1位、高校生女子の4位にランクインされる人気作品であった。
アニメ版は1971年4月8日から9月30日まで放送された。虫プロダクションが制作を手掛け、原作の藤川桂介が脚本陣に参加し、当時フリーだった富野由悠季が斧谷喜幸名義で演出陣に参加した。
アニメ化に際し、原作版の内容では残酷なシーンが多すぎて視聴者となる子供には精神的な負担が大きすぎると判断され、原作のストーリー性を残しつつシナリオやキャラの容姿、設定を大幅に変えることになった。
アニメ作品として初めて芸能界や歌手、音楽、歌謡曲を主体に取り入れ、現在で言うところの「アイドル系アニメ」または「音楽系アニメ」の礎を築いた作品とも言われている。本編では当時の芸能界の内情がリアルに描かれており、多くの既存の流行歌が劇中で使用された。
放送当時は家庭用録画機器のVHSがまだ普及していない時期で、長らくビデオ化は困難だったが、2006年9月にコロムビアミュージックエンタテインメントより全話を収録したDVD-BOXが発売。ビデオ化に際し、最良と思われる映像や音声素材を中心にリマスター化された。
2020年1月からは、CS放送局の歌謡ポップスチャンネルにて再放送を開始した。

## 登場人物
峰 のぞみ
声 - 藤山ジュンコ
下町の貧しい屋台のおでん屋（原作ではラーメン屋）の家の娘。流しをして家計を支える。
モデルとなったのは、放送当時演歌アイドルとして人気を博した藤圭子。
香田 美紀
声 - 嘉手納清美→平井道子
香田財閥の令嬢で何不自由なく育ち、親の財力で芸能界デビューを果たす。
ファニー
声 - 井上真樹夫
熊五郎
声 - 富田耕生
野原 道子
声 - 来宮良子
看護婦。産院でのぞみと美紀を故意にすり替える。その後のぞみと美紀が芸能界デビューした際に産院で彼女達をすり替えた事を自ら告白する。
江川 いさお
声 - 朝戸鉄也→寺島幹夫
著名な作曲家であり、のぞみと美紀の歌の師匠。美紀をすぐにプロデビューさせた一方、のぞみの歌手としての才能を見抜き、あえて彼女を突き放す形で厳しい試練を与え続けるが、それは彼女が本物の歌手になれるようにするための愛情の裏返しであり、裏ではのぞみの事を暖かく見守っていた。
慎介
声 - 梓欣造
静子
声 - 麻生美代子
一夫
声 - 近藤高子
ユキ
声 - 橘和香
大次郎
声 - 小林修
澄代
声 - 槙伸子
夢麿
声 - 西川幾雄
つね
声 - 麻生みつ子
新田
声 - 青野武
野原 純
声 - 野田圭一
ナレーター
声 - 矢島正明

## 漫画
基本ストーリーはアニメ版とほぼ同じだが、17歳の少女である事をリアルに出すためにアニメ版と原作版でのぞみの誕生日が若干違っていたり、美紀が芸能界入りしたきっかけや道子が悪に染まったきっかけが違っているほか、のぞみが歌手になるために過酷で死と隣り合わせの特訓をしたり、アニメ版ではほぼ円満だった恋愛模様が泥沼化した内容となっていたり、殺害されたり恐喝されるキャラがいたりと、アニメ版よりも暗くてかなり殺伐とした内容になっている。また、この時にはまだ「心のうた」（アニメ版のエンディングテーマおよび挿入歌）は作られておらず、のぞみのデビュー曲は「生きた愛した死んだ」と言う曲であった。なお、「心のうた」は原作後半でのぞみとつねちゃんが各一度ずつ歌っている。
登場キャラの容姿や一部のキャラの設定も大幅に違っており、特にアニメ版でも悪役であった野原道子は物語序盤からのぞみや美紀を愚弄・翻弄したり、のぞみを再起不能に陥れたり、ナイフで刺し殺そうとしたり、美紀に出生の秘密を聞かせて大金を脅し取ったり、のぞみの幸せを奪うために恋人のファニーを平然と死に至らしめるなど、アニメ版よりも性格が非常に冷徹で冷酷なキャラに描かれている。
その他、キャラの相違点：
香田 美紀
生まれてすぐに道子によって峰のぞみと取り違えられて香田財閥の令嬢になったのはアニメ版・原作版と共通だが、アニメ版はのぞみとライバルなだけの関係なのに対し、原作版ではファニーと義兄妹(実際には実兄妹)で、道子から出生の秘密や弱みを握られて精神的に追い詰められたり大金を脅し取られたりと、のぞみに負けないくらい過酷な生活を送っている。また、後に野原 純と恋仲になり、結婚することになる。
ファニー
アニメ版では違う家の養子になって「ファニー森山」として登場するが、原作版では香田家の養子になっており「ファニー香川」として美紀と義兄妹(実際には実兄妹)と言う設定になっている。母親や美紀とは険悪な仲で、物語序盤で家出をしてしまう。のぞみと恋仲になった物語終盤でのぞみとの婚約記念植樹で破傷風に罹った際、治療のための血清を運搬する車に道子が運転する車が故意に衝突して交通事故を起こしたために血清が間に合わず死去。また、のぞみとの兄妹(実際には他人)という真実はアニメ版では後期で判明するが、原作版では前期で早々に判明し、のぞみ、ファニーともども兄妹そろって苦悩するシーンが多く描かれている。
野原 純
野原道子の弟で売れっ子の作詞家なのはアニメ版・原作版と共通だが、アニメ版では単にのぞみを気に入っている程度なのに対し、原作版ではのぞみを深く愛して苦しむ反面、姉との葛藤でも苦悩するキャラとして描かれている。
堤
のぞみの師匠である作曲家、江川いさを先生のもう一人の愛弟子。のぞみより一つ年下の少年。原作版オリジナルのキャラでアニメ版には登場しない。彼ものぞみを深く愛してしまい、のぞみを巡ってファニー、純とドロドロの関係を作り出すことになる。
原作には上記の漫画版のほか、藤川桂介が執筆した小説版も存在する。
また、小学四～六年生に連載されたものは、
- 道子の新生児取替えの動機は、香田家でお手伝いをしていた道子の母がのぞみ生母にこき使われて殺された恨みから。
- ファニーは峰夫妻の最初の子で、夫婦が極貧と生活苦のために手放した。のぞみ初め峰家の子供たちにとっては父も母も同じ兄。
- ファニーの死因は、セレモニーで記念植樹をした際、手にトゲが刺さって破傷風にかかったため。

などと、少女コミック版ともアニメ版とも違う独自の設定がなされている。

### 雑誌連載
- 週刊少女コミック 作画：すずき真弓
- 小学四年生 1971年4月号 - 1971年9月号　作画：宮本ひかる
- 小学五年生 1971年4月号 - 1972年3月号 作画：すずき真弓
- 小学六年生 1971年4月号 - 1971年10月号　作画：すずき真弓

## アニメ

### ストーリー
昭和29年4月12日（原作では昭和28年8月2日）。同じ病院で二人の赤ちゃんが生まれる。一人は大財閥の令嬢、もう一人は下町の貧しい屋台のおでん屋（原作ではラーメン屋）の家の娘だった。だが、ひねくれた看護婦の野原道子は、金持ちの恋人が出世のために道子を捨てて別の女性と結婚した怨み（原作では家への仕送りのため貧しい生活を強いられ、同僚から馬鹿にされていた怨み）から二人をすり替えてしまう。
成長した令嬢、香田美紀は貧しい峰のぞみをいじめるが、二人は歌手になりたいという同じ夢を抱いていた。実は美紀は、のぞみの歌手としての才能に嫉妬していたのである（原作では、美紀が友人たちと一緒にいた喫茶店に偶然入店した歌手を見て、「私はあの人よりうまく歌える」と豪語し、歌手を志願する）。
美紀が親の財力によって難なく芸能界デビューを果たしたのに対して、のぞみは「流し」（当時、カラオケは発明されておらず、酒場でギター伴奏をしたり、お客のリクエストで歌う商売があった）の歌手として下積み生活を続けることになる。
やがて道子の弟・純の紹介でDMプロに入社し、ドサ回りを経た後、美紀の付人としての苦しい下積みの中で、美紀がレッスンを休んでまでへとへとになって仕事をし続けるのを見たのぞみは、「これで本物の歌が歌えるのか?」と疑問を抱き、デビュー寸前に師である江川いさお（原作では江川いさを）の元を離れ、「本物の歌とは何か」を求めて日本中を放浪する旅に出た。
素直な性格で誰にも親切なのぞみの行動は、旅先で出会った人々に強烈な印象を与えることになる。時々披露される自作の「心のうた」とともに……。
その後、のぞみが芸能界から去って、一安心していた美紀は、妙な噂を聞くことになる。ラジオの深夜番組に「心のうた」のリクエストが殺到しているというのである。この噂は芸能関係者の間に「名前も不明な謎の歌手」「幻の心の歌」として、あっという間にひろがった。
相変わらず地方を巡っていたのぞみは、音楽祭に参加するというあるバンドグループと知り合った。このバンドと一緒に参加することになったのぞみは音楽祭という思いがけない大舞台で「心の歌」を熱唱することになる。会場は大感動の渦に包まれた。
本来は大財閥令嬢として生まれたのぞみの幸せを奪い彼女が多難な人生を送ることを眺めることを生き甲斐にしていた元看護婦の野原道子にとって、のぞみが芸能界に衝撃的なデビューを飾ったことは最悪の展開であった。
追い詰められた道子は最後の行動に出るのであった。

### スタッフ
- 原作 - 藤川桂介、すずき真弓
- プロデューサー - 別所孝治（フジテレビ）、岸本吉功
- チーフディレクター - 勝井千賀雄
- アニメーションディレクター - 野部駿夫
- キャラクターデザイン - 高橋信也
- ブラシ - 鈴木絢子
- 資料 - 岡野憲一
- タイトル - 橋爪朋二
- 美術監督 - 半藤克美
- 背景 - スタジオユニ、ジャック
- 撮影監督 - 大岩久剛
- 編集 - 伊藤叡
- 音響監督 - 左近允洋
- 効果 - 月岡弘（石田サウンドプロ）
- 録音 - アオイスタジオ
- 現像 - 東京現像所
- 制作デスク - 岩井憲司
- 設定制作 - 星山博之
- アシスタントプロデューサー - 安達登
- デザイン補 - 安彦良和
- 制作 - フジテレビ、虫プロダクション

### 主題歌
オープニングテーマ - 「さすらいの太陽」
作詞 - 山上路夫 / 作曲・編曲 - いずみたく / 唄 - スリー・グレイセス、ボーカル・ショップ

エンディングテーマ・挿入歌 - 「心のうた」
作詞 - 三条たかし / 作曲・編曲 - いずみたく / 唄 - 藤山ジュンコ（挿入歌、エンディング）、堀江美都子（エンディング）

### 挿入歌
のぞみらが劇中で歌う曲。
| 曲名                 | 作詞       | 作曲               | オリジナル歌手                 |
| -------------------- | ---------- | ------------------ | ------------------------------ |
| 圭子の夢は夜ひらく   | 石坂まさを | 曽根幸明           | 藤圭子                         |
| 知床旅情             | 森繁久彌   | 森繁久彌           | 森繁久彌                       |
| 卒業させてよ         | 阿久悠     | 馬飼野俊一         | 和田アキ子                     |
| 花笠音頭             | 山形県民謡 | 山形県民謡         | -                              |
| 手紙                 | なかにし礼 | 川口真             | 由紀さおり                     |
| さいはての女         | 石坂まさを | 彩木雅夫           | 藤圭子                         |
| 花嫁                 | 北山修     | 端田宣彦・坂庭省悟 | はしだのりひことクライマックス |
| 真夜中のギター       | 吉岡治     | 河村利夫           | 千賀かほる                     |
| 1+1の音頭            | 星野哲郎   | 鈴木邦彦           | 水前寺清子                     |
| 白いブランコ         | 小平なほみ | 菅原進             | ビリー・バンバン               |
| 女のブルース         | 石坂まさを | 猪俣公章           | 藤圭子                         |
| 愛に生き平和にいきる | 岩谷時子   | いずみたく         | ピンキーとキラーズ             |
| 遠くへ行きたい       | 永六輔     | 中村八大           | ジェリー藤尾                   |
| 世界は二人のために   | 山上路夫   | いずみたく         | 佐良直美                       |
| とべない小鳩         |            |                    |                                |
| 鎖                   | 山上路夫   | いずみたく         | 藤山ジュンコ                   |
| あなたに選ばれて     | 山上路夫   | いずみたく         | 藤山ジュンコ                   |
| 誰もいない海         | 山口洋子   | 内藤法美           | ジェリー伊藤                   |
| 浜辺の歌             | 林古溪     | 成田為三           | -                              |

これらの楽曲は、DVD-BOXの音楽特典として収録された。
「ふたりだけの旅」
作詞 - 北山修 / 作曲 - 端田宣彦 / 歌：はしだのりひことクライマックス
第22話にてはしだのりひことクライマックスが本人役で出演した際に歌った曲。DVD-BOXの音楽特典には収録されていない。

### 各話リスト
| 話数 | サブタイトル         | 脚本              | コンテ     | 演出       | 放送日        |
| ---- | -------------------- | ----------------- | ---------- | ---------- | ------------- |
| 1    | すりかえられた運命   | 雪室俊一 星山博之 | （不明）   | 林政行     | 1971年 4月8日 |
| 2    | 二つの誕生パーティー | 山崎忠昭          | （不明）   | 高橋良輔   | 4月15日       |
| 3    | 盗まれたメロデー     | 藤川桂介          | （不明）   | 斧谷喜幸   | 4月22日       |
| 4    | 私には歌がある       | 雪室俊一 星山博之 | （不明）   | 北島満章   | 4月29日       |
| 5    | 初めてのアンコール   | 鈴樹三千夫        | （不明）   | 斧谷喜幸   | 5月6日        |
| 6    | 訪ずれたチャンス     | 山崎忠昭          | （不明）   | 北島満章   | 5月13日       |
| 7    | 歌を忘れたカナリヤ   | 藤川桂介          | （不明）   | 斧谷喜幸   | 5月20日       |
| 8    | 二人のちかい         | 山崎忠昭          | （不明）   | 北島満章   | 5月27日       |
| 9    | さょうならファニー   | 山崎忠昭          | （不明）   | 北島満章   | 6月3日        |
| 10   | あすへの旅立ち       | 鈴樹三千雄        | （不明）   | 斧谷喜幸   | 6月10日       |
| 11   | ひびけ! トランペット | 山崎忠昭          | （不明）   | 斧谷喜幸   | 6月17日       |
| 12   | 泣くな花笠           | 鈴樹三千雄        | （不明）   | 北島満章   | 6月24日       |
| 13   | ふまれた野の草       | 藤川桂介          | 斧谷喜幸   | 徳丸海太郎 | 7月1日        |
| 14   | 涙のワンピース       | 山崎忠昭          | 斧谷喜幸   | 徳丸海太郎 | 7月8日        |
| 15   | めざせチャンピオン   | 鈴樹三千雄        | 北島満     | 徳丸海太郎 | 7月15日       |
| 16   | 夕陽にうたえ         | 山崎晴哉 星山博之 | 水沢わたる | 徳丸海太郎 | 7月22日       |
| 17   | 海女の特訓           | 伊東恒久          | 斧谷喜幸   | 徳丸海太郎 | 7月29日       |
| 18   | 港にこだまする歌     | 山崎晴哉          | 別府洋平   | 徳丸海太郎 | 8月5日        |
| 19   | 遠い歌手への道       | 伊東恒久          | 水沢わたる | 徳丸海太郎 | 8月12日       |
| 20   | 帰ってきたファニー   | 鈴樹三千雄        | 斧谷喜幸   | 徳丸海太郎 | 8月19日       |
| 21   | 海に歌えば           | 山崎晴哉          | 北島満章   | 徳丸海太郎 | 8月26日       |
| 22   | のぞみのデビュー     | 伊東恒久          | 斧谷喜幸   | 徳丸海太郎 | 9月2日        |
| 23   | まぼろしの歌手       | 山崎晴哉          | 斧谷喜幸   | 徳丸海太郎 | 9月9日        |
| 24   | 知らされた秘密       | 伊東恒久          | 別府洋平   | 徳丸海太郎 | 9月16日       |
| 25   | 父との別れ           | 沖島勲            | 棚橋一徳   | 徳丸海太郎 | 9月23日       |
| 26   | 心の友・心の唄       | 沖島勲            | 斧谷喜幸   | 徳丸海太郎 | 9月30日       |

### 放送局
以下、特記の無い限り全て放送時間は木曜 19:00 - 19:30、同時ネット。
- フジテレビ
- 札幌テレビ：月曜 19:00 - 19:30[7]
- 青森放送：金曜 18:00 - 18:30[8]
- 秋田テレビ[9]
- 山形テレビ[9]
- 仙台放送[9]
- 富山テレビ[10]
- 石川テレビ[10]
- 長野放送[11]
- テレビ静岡[12]
- 東海テレビ[13]

- 関西テレビ[14]
- 山陰中央テレビ[15]
- 岡山放送[16]
- 広島テレビ[16]
- テレビ愛媛[17]
- テレビ西日本[18]
- サガテレビ[18]
- テレビ長崎[19]
- テレビ熊本[19]
- テレビ宮崎：月曜 19:00 - 19:30[20]
- 沖縄テレビ[21]

### 収録媒体
- 「さすらいの太陽 DVD-BOX」、日本コロムビア（DVD5枚組（全話）、品番：XT-2317から2321、2006年9月27日発売）。　url=<https://columbia.jp/dvd/titles/sasurai/index.html>.